# Jun Mayuzuki
Jun Mayuzuki (眉月 じゅん, Mayuzuki Jun) est une mangaka japonaise. Son travail le plus célèbre est la série After the Rain, prépubliée dans le magazine Monthly Big Comic Spirits de Shōgakukan en juin 2014, avant de passer dans le magazine Weekly Big Comic Spirits en janvier 2016 et se terminer en mars 2018. En 2018, elle remporte le 63e Prix Shōgakukan dans la catégorie générale pour ce manga.
À partir de novembre 2019, son œuvre Kowloon Generic Romance, basée sur Kowloon Walled City à Hong Kong, est sérialisée dans le Weekly Young Jump de Shueisha. Mayuzuki dit avoir eu l'idée de lancer une série sur la citadelle de Kowloon pendant qu'After the Rain était encore sérialisé. Elle aime la citadelle de Kowloon et l'a connue pour la première fois à travers Kowloon's Gate quand elle était jeune.

## Travaux
- Iromon! (いろもん!?) (2013–2014)
- After the Rain (恋は雨上がりのように, Koi wa Ameagari no Yō ni?) (2014–2018)
- Kowloon Generic Romance (九龍ジェネリックロマンス?) (2019 – aujourd'hui)